# Peuceptyelus sigillifer
Peuceptyelus sigillifer är en insektsart som först beskrevs av Walker 1851.  Peuceptyelus sigillifer ingår i släktet Peuceptyelus och familjen spottstritar. Inga underarter finns listade i Catalogue of Life.